# QV44
QV44（全稱Valley of the Queens 44，即王后谷第44號墓），是建於第二十王朝，位於王后谷的一座小型陵墓，埋葬者是拉美西斯三世的一位兒子,卡伊姆娃斯特。QV44在1903年被時任埃及博物館館長埃內斯-托夏帕·瑞麗所率領的考古團隊發現。

## 陵墓內部
QV44的格局不大，空間僅30米，牆壁上畫著不少地獄之書的內容。內部陪葬的家具與文物並沒有受到盜墓影響，保存堪稱良好，但是用花崗石打造的棺木卻早在第二十一王朝被移到底比斯的一座神廟。

## 外部連結
- El 王后谷
- QV44（页面存档备份，存于）